# Major (film)
Major (Майор) è un film del 2013 diretto da Jurij Bykov.

## Trama
Il maggiore di polizia è stato svegliato al mattino da una chiamata e il maggiore è andato in ospedale da sua moglie. e all'improvviso abbatte un bambino di sette anni davanti a sua madre.